# Geosesarma bintan
Geosesarma bintan es una especie de crustáceo braquiuro terrestre de la familia Sesarmidae.

## Distribución geográfica
Es endémica de Bintan.